# Mariusz Jurasik
Mariusz Jurasik, poljski rokometaš, * 4. maj 1976, Żagań.
Leta 2008 je na poletnih olimpijskih igrah v Pekingu v sestavi poljske reprezentance osvojil 5. mesto.